# Barryton
Barryton est un village du comté de Mecosta, dans l'État du Michigan, aux États-Unis. En 2020, il comptait une population de 405 habitants.